# Ceriochernes detritus
Ceriochernes detritus är en spindeldjursart som beskrevs av Beier 1937. Ceriochernes detritus ingår i släktet Ceriochernes och familjen blindklokrypare. Inga underarter finns listade i Catalogue of Life.